# Stazione di La Rotta
La stazione di La Rotta era una fermata ferroviaria posta sulla ferrovia Leopolda. Serviva la località di La Rotta, frazione del comune di Pontedera.

## Storia
La fermata venne soppressa nel 2002.